# Philip Ford
Pour les articles homonymes, voir Ford (homonymie).
Phil Ford (de son vrai nom Philip Feeney), aussi crédité Philip Ford ou Phillip Ford, est un acteur et un réalisateur américain, né le 16 octobre 1900 à Portland (Maine) et décédé le 12 janvier 1976 à Los Angeles (Californie). Il est le fils de Francis Ford et le neveu de John Ford.

## Carrière
Phil Ford a commencé sa carrière d'acteur dans la série The Purple Mask (1916) de Francis Ford, son père. Il a joué ainsi dans plus d'une quinzaine de films avant de devenir assistant de son oncle John Ford. Plus tard il réalisa lui-même des films et des épisodes de séries télévisées.

## Filmographie

### Acteur (filmographie complète)
crédité Phil Ford, sauf mention contraire
- 1916 : The Purple Mask (serial) de Francis Ford et Grace Cunard : Joe Butts
- 1917 : The Mystery Ship (en) (serial) de Francis Ford, Harry Harvey et Henry MacRae
- 1918 : The Silent Mystery (serial, 15 épisodes) de Francis Ford : Chick
- 1919 : The Mystery of 13 (serial, 15 épisodes) de Francis Ford : Butts
- 1921 : The Great Reward (en) (serial, 15 épisodes) de Francis Ford
- 1922 : The Milky Way de W. S. Van Dyke
- 1922 : According to Hoyle (en) de W. S. Van Dyke : Jim Mead
- 1922 : Thundering Hoofs de Francis Ford : Jack - Bill's Nephew
- 1922 : They're Off de Francis Ford : Col. Blake
- 1922 : Storm Girl de Francis Ford : Lewis Lester
- 1922 : Heroes of the Street (en) de William Beaudine :  The Kid (as Phil Ford)
- 1924 : Pride of the Sunshine Valley de William James Craft
- 1925 : Perils of the Wild (en) de Francis Ford : Pirate
- 1925 : The Four from Nowhere de Francis Ford
- 1926 : Officer '444' (en) de Francis Ford et Ben F. Wilson : Haverly's Son
- 1926 : L'Aigle bleu (The Blue Eagle) de John Ford : Limpy D'Arcy (crédité Phillip Ford)

### Réalisateur (sélection)

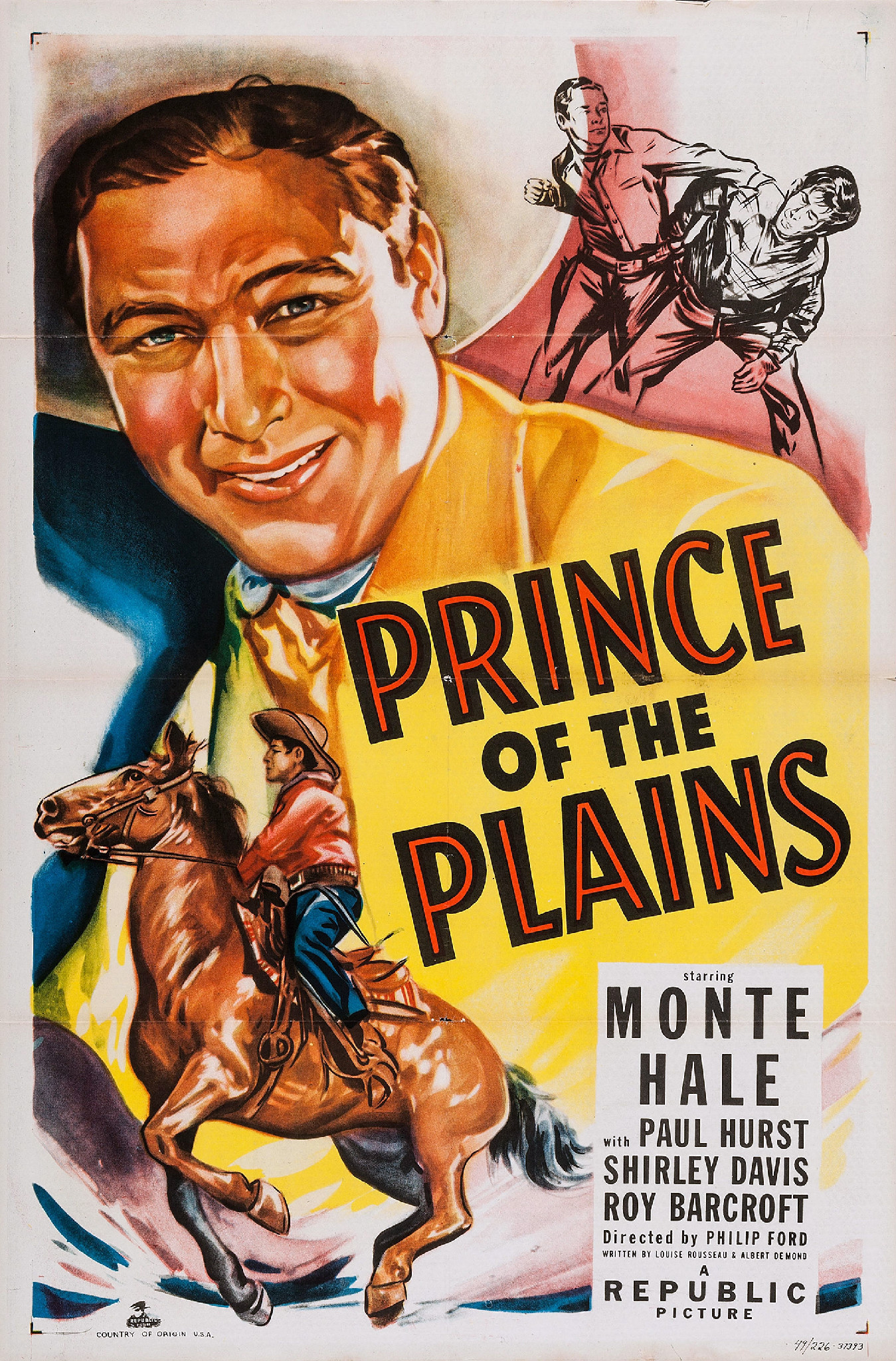
Affiche de Prince of the Plains (1949).

- 1945 : The Tiger Woman (en)
- 1946 : The Last Crooked Mile (en)
- 1946 : The Mysterious Mr. Valentine (en)
- 1947 : Web of Danger (en)
- 1947 : The Wild Frontier (en)
- 1948 : The Bold Frontiersman (en)
- 1948 : Marshal of Amarillo (en)
- 1948 : Ange en exil (Angel in Exile) (coréalisation Allan Dwan)
- 1949 : Powder River Rustlers (en)
- 1949 : Prince of the Plains (en)
- 1950 : Trial Without Jury (en)
- 1951 : Missing Women (en)
- 1951 : Wells Fargo Gunmaster (en)
- 1951 : Rodeo King and the Senorita (en)
- 1951 : Utah Wagon Train (en)
- 1954 : The Adventures of Kit Carson, série télévisée (2 épisodes)
- 1955 : Soldiers of Fortune, série télévisée (1 épisode)
- 1955 - 1958 : Lassie, série télévisée (51 épisodes)
- 1956 - 1958 : Superman (Adventures of Superman), série télévisée (8 épisodes)
- 1964 : Beware of the Dog, série télévisée (6 épisodes)

### Assistant réalisateur (sélection)
- 1928 : La Maison du bourreau (Hangman's House) de John Ford (non crédité)
- 1928 : Riley the Cop de John Ford (non crédité)
- 1929 : Love, Live and Laugh (en) de William K. Howard (crédité Phil Ford)
- 1929 : Christina de William K. Howard (crédité Phil Ford)
- 1935 : Bad Boy de John G. Blystone (non crédité)
- 1936 : King of the Royal Mounted (en) d'Howard Bretherton (non crédité)
- 1936 : The Mandarin Mystery de Ralph Staub (non crédité)
- 1938 : Come on, Rangers (en) de Joseph Kane (non crédité)
- 1939 : Les Cavaliers de la nuit (The Night Riders) de George Sherman (non crédité)
- 1940 : Gangs of Chicago (en) d'Arthur Lubin (non crédité)
- 1942 : Les Tigres volants (Flying Tigers) de David Miller (non crédité)
- 1943 : The Purple V de George Sherman (crédité Phil Ford)
- 1943 : La Ruée sanglante (In Old Oklahoma) d'Albert S. Rogell (non crédité)
- 1944 : Alerte aux marines (The Fighting Seabees) d'Edward Ludwig (non crédité)